# Eurytoma paraguayensis
Eurytoma paraguayensis är en stekelart som beskrevs av Girault 1911. Eurytoma paraguayensis ingår i släktet Eurytoma och familjen kragglanssteklar.
Artens utbredningsområde är Paraguay. Inga underarter finns listade i Catalogue of Life.